# Шопски партизански отряд
Шопски партизански отряд е подразделение на Първа Софийска въстаническа оперативна зона на НОВА по време на партизанското движение в България (1941-1944). Действа в района западно от река Искър.
Шопският партизански отряд е образуван през май 1944 г. в землището на с. Буковец. Командир на отряда е Иван Бонев (Витан). Командир на отряда е бил и Давид Елазар.
През юли и август 1944 г. провежда акции съвместно с Царибродския партизански отряд в Годечко и Царибродско. Овладява с. Василовци, с. Дръмша, с. Цръклевци и с. Сенокос. От 1 септември извършва поход към гр. София и на 4 септември достига с. Понор. Разделя се на две чети, които се насочват към гр. Костинброд и гр. София.  По това време отрядът наброява около 30 души и на 6 септември 20 от тях влизат в София, тъй като останалите нямат оръжие.
На 9 септември 1944 г. участва в установяването на властта на ОФ в гр. Сливница, с. Шияковци, гр. Костинброд и гр. София.